# Franz Karl Ginzkey

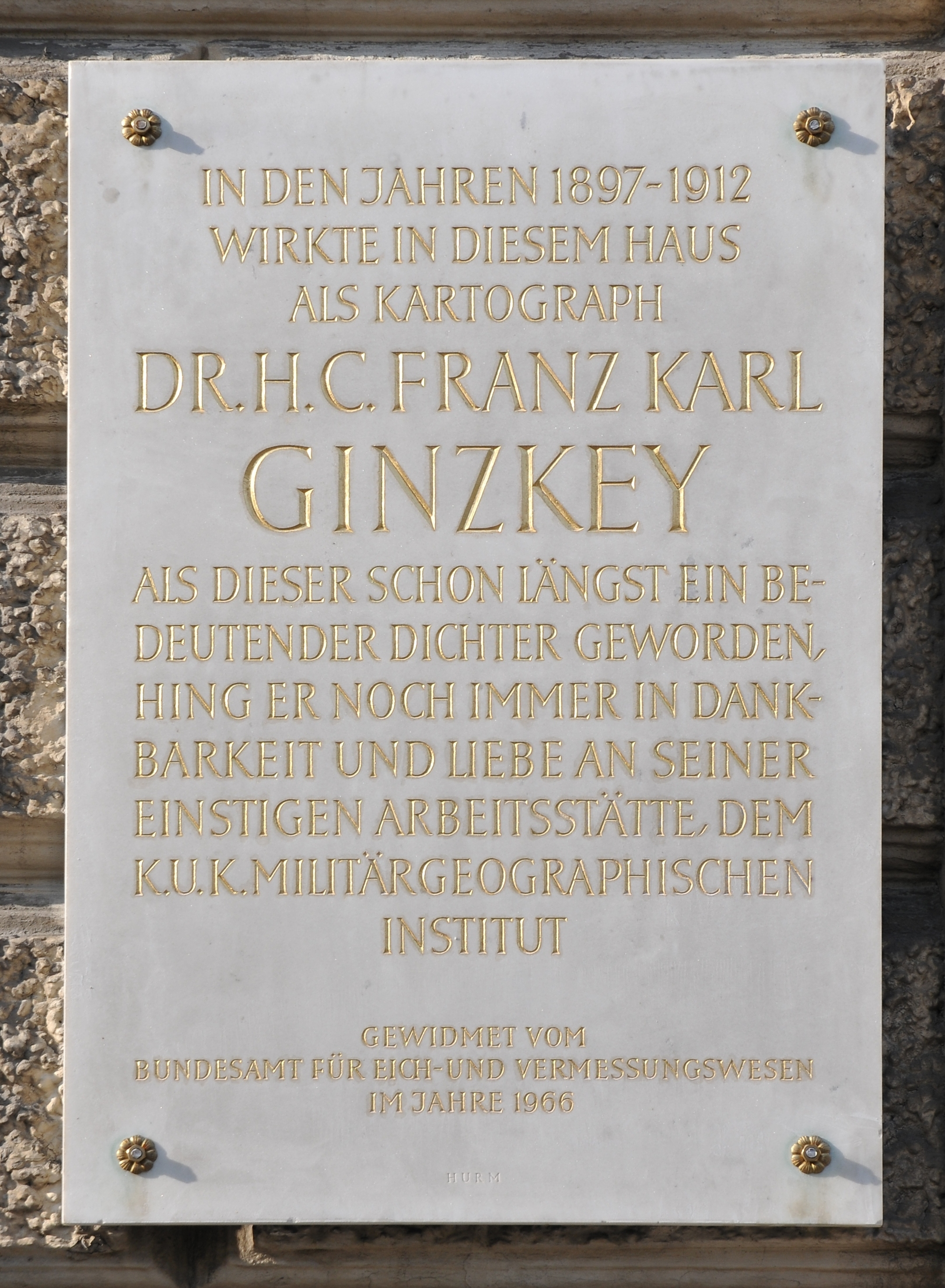
Minnesplakett över Franz Karl Ginzkey på militärgeografiska institutet i Wien.

Franz Karl Ginzkey, född den 8 september 1871 i Pola, död den 11 april 1963 i Wien, var en österrikisk officer och författare.
Ginzkey var anställd vid militärgeografiska institutet i Wien. Han skrev flera stämningsfulla diktsamlingar (1901 ff.) och romaner (Geschichte einer stillen Frau, 1909, Der von der Vogelweide, 1912, Die einzige Sunde? 1920, med flera) och Dürerberättelsen Der Wiesenzaun (1913).